# S Voice
S Voice là trợ lý cá nhân thông minh và điều hướng, nó có sẵn như một ứng dụng trên Samsung Galaxy S III, S III Mini (bao gồm biến thể NFC), S4, S4 Mini, S4 Active, S II Plus, Note II, Note 3, Note 10.1, Note 8.0, Stellar, Mega, Grand, Core, Ace 3, Tab 3 7.0, Tab 3 8.0, Tab 3 10.1 và Galaxy Camera. Ứng dụng sử dụng giao diện người dùng ngôn ngữ tự nhiên để trả lời câu hỏi, đưa ra khuyến nghị, và thực hiện bằng cách ủy quyền yêu cầu đến dịch vụ web. Nó dựa trên trợ lý cá nhân Vlingo.
Một số tính năng của S Voice bao gồm thực hiện cuộc hẹn, mở ứng dụng, cài đặt báo thức, cập nhât mạng xã hội như Facebook hoặc Twitter và điều hướng. S Voice cũng cung cấp đa nhiệm hiệu quả cũng như tính năng kích hoạt tự động, ví dụ như xe hơi khởi động.

## Thiết bị
- Samsung Galaxy Ace 3
- Samsung Galaxy Camera
- Samsung Galaxy Core
- Samsung Galaxy Express
- Samsung Galaxy Gear
- Samsung Galaxy Grand
- Samsung Galaxy Light
- Samsung Galaxy Note II
- Samsung Galaxy Note 3
- Samsung Galaxy Note 8.0
- Samsung Galaxy Note 10.1
- Samsung Galaxy Note 10.1 2014 Edition
- Samsung Galaxy Round
- Samsung Galaxy S II Plus
- Samsung Galaxy S III
- Samsung Galaxy S III Mini
- Samsung Galaxy S4
- Samsung Galaxy S4 Mini
- Samsung Galaxy S4 Active
- Samsung Galaxy Stellar
- Samsung Galaxy Stratosphere II
- Samsung Galaxy Tab 3 7.0
- Samsung Galaxy Tab 3 8.0
- Samsung Galaxy Tab 3 10.1
- Samsung Galaxy Victory
- Samsung Galaxy XCover 2
- Samsung Galaxy Trend